# Lahmacun

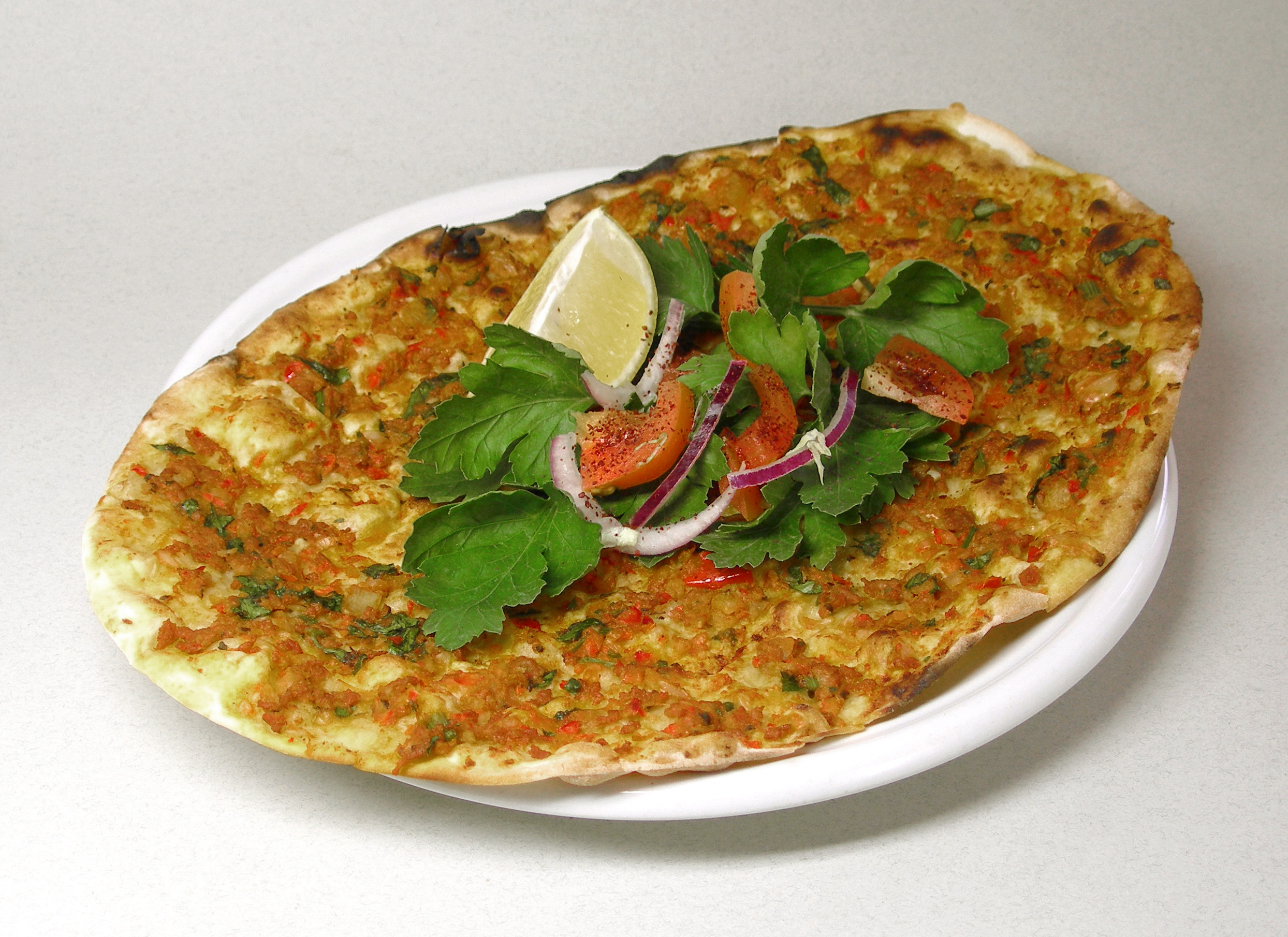
Lahmacun

Lahmacun (wym. lahmadżun) – tradycyjna wschodnia potrawa, nazywana także pizzą arabską, ormiańską i turecką. Składa się z bardzo cienkiego ciasta oraz mięsnego  nadzienia. Potrawę skrapia się przed podaniem sokiem z cytryny. Jest jednym z dań lokalnego fast foodu, konsumowanym przeważnie na ulicach. Lahmacun znane jest także w Armenii pod nazwą lahmajoun (orm. լահմաջուն). Lahmacun jest niekiedy jednym z elementów tureckich meze, czyli przystawek.
Mimo że istnieje mnogość technik przyrządzania i dobierania składników do lahmacun, w Turcji szczególnie popularne są dwa rodzaje tego dania, nazwane od miejscowości, w których występują – Gaziantep i Urfa. Zasadniczą różnicą między oboma typami jest użycie czosnku i cebuli zmiksowanych z mielonym mięsem, jako okrasy (czosnek występuje w odmianie Gaziantep, nazywanej też Antep, a cebula w odmianie Urfa). Lahmacun przeważnie wypiekane są w kamiennych piecach, toteż trudno uzyskać w domu efekt zbliżony do tego, jaki uzyskuje się w tureckich restauracjach.